# Покиньборода Юрій Миколайович
Ю́рій Микола́йович Покиньборода  (* 18 квітня 1974, Одеса, Одеської області, УРСР) — український військовик, командир батальйону «Київщина» Головного управління Міністерства внутрішніх справ України у Київській області, сформованого з добровольців.

## Біографічні відомості
В 1992р. — 1993р. Служба в Національній гвардії України
В 1993р. — 1995р. Школа міліції.
В 1996р. — 1999р. Національна академія внутрішніх справ України
19.12. 2013р. — Звільнився з ОВС на пенсію.
02.05.2014р. — Призначений на посаду командира батальйону «Київщина»
26.06.2015р. — Призначений на посаду начальника Департаменту організації діяльності підрозділів міліції особливого призначення МВС України.
13.10.2015р. — Призначений на посаду начальника ГУМВС України у Луганській області.
07.11.2015р. — Призначений на посаду начальника (шефа) Головного управління Національної поліції в Луганській області.
30.06.2017р. — Звільнився з ОВС на пенсію.
25.02.2022р. — З початком повномасштабного вторгнення в Україну, пішов добровольцем на війну, вступивши до лав територіальної оборони м.Києва. У складі 206 батальйону ТрО м. Києва брав участь у захисті м. Києва, м. Миколаєва, м. Вовчанська, м. Бахмута.

## Громадська діяльність
https://www.youtube.com/watch?v=27inpX041fc
https://www.youtube.com/watch?v=i72fmzVgiuo [Архівовано 28 березня 2016 у Wayback Machine.]
https://www.youtube.com/watch?v=ZxpWNY6XJnQ&t=22s
https://www.youtube.com/watch?v=kvwte5-sJts&t=121s
https://www.youtube.com/watch?v=JwOK2aDvsUQ
https://www.obozrevatel.com/crime/intervyu-yurij-pokinboroda-v-mvd-zavozili-po-200-500-tysyach-dollarov.htm [Архівовано 6 травня 2019 у Wayback Machine.]

## Нагороди
- медаль «За військову службу Україні» (2 серпня 2014) — за особисту мужність і героїзм, виявлені у захисті державного суверенітету та територіальної цілісності України[1].
- «Іменна вогнепальна зброя» (21 серпня 2015) — за сумлінну службу, особливі заслуги в боротьбі зі злочинністю, охороні громадського порядку, захисті конституційних прав та свобод людини.[2]. почесний нагрудний знак «За взірцевість у військовій службі» Наказ Головнокомандувача Збройних Сил України №1003 від 29.07.2022р.

## Особисте життя
Син - Покиньборода Микита Юрійович (2006 р.н.) від першого шлюбу
Дружина  Покиньборода (Сіненко) Оксана Олександрівна
Син - Покиньборода Олександр Юрійович (2023р.н.)